# Terence Thomas Henricks
Terence Thomas Henricks (* 5. července 1952 Bryan, Ohio, USA) je vojenský pilot, důstojník a americký kosmonaut. Ve vesmíru byl čtyřikrát.

## Život

### Studium a zaměstnání
V roce 1970 zdárně ukončil střední školu Woodmore High School ve městě Bryan v Ohiu a pak pokračoval dalším studiem na United States Air Force Academy. Po skončení studia na vojenské akademii v roce 1974 pokračoval po pauze ve studiu na Golden Gate University. Zde ukončil studium v roce 1982.
Zůstal pak u armády jako letec. Měl přezdívku Tom.
V roce 1985 byl zařazen do jednotky kosmonautů NASA. Zůstal v ní do října 1997. Pak byl zaměstnán u společnosti The Timken Co., Canton.

### Lety do vesmíru
Na oběžnou dráhu se v raketoplánech dostal čtyřikrát a strávil ve vesmíru 42 dní, 18 hodin a 38 minut. Byl 258. člověkem ve vesmíru.
- STS-44 Atlantis (24. listopadu 1991 – 1. prosince 1991), pilot
- STS-55 Columbia (26. duben 1993 – 6. květen 1993), pilot
- STS-70 Discovery (13. červenec 1995 – 22. červenec 1995), velitel
- STS-78 Columbia (20. června 1996 – 7. července 1996), velitel